# チンギス統原理

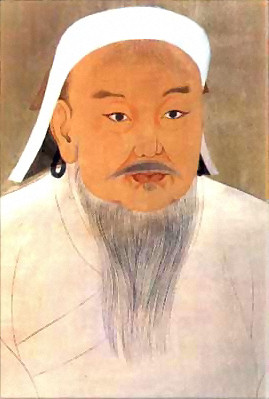
チンギス・カン

チンギス統原理（チンギスとうげんり、英語: Chingisid principle）は、主に14世紀以降の中央ユーラシアのモンゴル・テュルク系遊牧民の社会において広くみられた王権の正統性に関する思想で、民衆の支配者たるカアン（ハーン）の地位は、ボルジギン氏であるチンギス・カンとその男系子孫であるアルタン・ウルク（黄金の氏族の意、モンゴル語: Алтан ураг, Altan urag）によってのみ継承されるべきとする血統原理のことである。
そもそも中央ユーラシアの遊牧国家では、同一の男系に属する氏族のみしか君主になることができないとする血統原理を有することが古代の匈奴の頃から一般的であって、チンギス・カンの建てたモンゴル帝国もその例外ではなかった。ところが、モンゴル帝国が元、チャガタイ・ハン国、ジョチ・ウルス、イルハン朝など、いくつかの地域的なまとまりにゆるやかに解体・再編し、さらにそれぞれの地域でチンギス・カンの血を引かない有力者が実力を持つようになった14世紀後半以降に至っても、モンゴル帝国の支配した地域では、チンギス・カンの血を引くものでなければカアン（ハーン）になることはできない、という観念が長く残ることになった。

## モンゴル高原
モンゴル高原においては、元朝がモンゴル高原に追いやられた後、一時的にチンギス裔の権威が低下し、15世紀中頃にはチンギスの血を引かないエセン・ハーンが即位するなど、チンギス統原理の原則が脅かされた。しかし、16世紀初頭にチンギス・カンの末裔を称するダヤン・ハーンがモンゴル高原を再統一してからは、再びダヤン・ハーンの子孫たちによってチンギス統原理によるハーン位の継承がなされていった。ダヤン・ハーンの家系は、分家を繰り返しつつ、高原各地に分散して遊牧する各部族をそれぞれに支配する王侯として定着した。17世紀以降の清の時代、清朝皇帝の宗主権に服したモンゴルにおいても、ハーンの称号を名乗ることができたのは、モンゴル貴族の中でもダヤン・ハーンの男系子孫に限られている。
20世紀に至って、外モンゴルの独立運動でダヤン・ハーンの血を引く王侯たちが、チベット仏教の活仏であるジェプツンダンバ・ホトクトをボグド・ハーンの称号のもとハーンに担ぎ上げており（ボグド・ハーン政権）、チベット仏教の権威がチンギス統原理を上回る大義とみなされている。ただ、ジェプツンダンバも転生の系譜の中でチンギス・ハーンの男系子孫として生れたこともあるので、チベット出身のジェプツンダンバがハーンに即位することに対する抵抗感がなかったのだ、という見解もみられる。

## 青海・ジュンガリア
モンゴル高原の西部から青海・ジュンガリアにかけての地域では、元朝解体後の14世紀にチンギス・カンの血を引かない首長を擁する諸部族が連合し、オイラト部族連合を形成する。しかし、オイラトにおいてもチンギス統原理は生き続け、彼らは長らくハーンを称することはなかった。唯一の例外として、モンゴル高原全土を制圧してハーンに即位したエセン・ハーンがいるが、彼も即して間もなくオイラト部族内の内紛で殺害されている。
17世紀になって、チンギス・カンの弟ジョチ・カサルの後裔を称するホシュート部族からオイラトで初めてハーンの称号が名乗られるようになった。しかし、彼らのハーン位はダライ・ラマによって授与されるものであって、あくまでオイラトの間にチベット仏教が浸透し、その権威がチンギス統に匹敵するものとなったことを示すものであるという指摘がなされている。

## トルキスタン
中央アジアのトルキスタンでは、チャガタイ・ハン国の東西分裂後、チャガタイ家の後継者が次々に断絶する一方、東西のそれぞれでチンギス・カンの血を引かない有力者が実力を持ち、チンギス統の存続に重大な危機を迎える。
東チャガタイ・ハン国では14世紀の中頃になって、チンギス家の落胤とされるトゥグルク・ティムールが民間から発見されてハーンに立てられたことにより、チンギス統原理に基づくハーン位の世襲制度が息を吹き返した。彼に始まる政権が、歴史家によってモグーリスタン・ハン国と呼ばれるものであり、その子孫はいくつかの小政権に分裂しつつ17世紀末までタリム盆地に命脈を保つことになる。
一方、西チャガタイ・ハン国で新政権を開いたティムールはチンギス・カンの血を引いていなかったため、生涯ハーンに即位することはなく、チンギス・カンの男系子孫を傀儡のハーンに立てるとともに、自らはチンギス・カンの男系子孫の娘を妻に迎えてチンギス家の婿として振舞った。この慣習はティムール朝一代を通じて続き、彼らは決してハーンを称することはなかった。なお、ティムール朝の後裔でインドを支配したムガル朝ではハーンは単なる将軍の称号に過ぎなくなったが、それでもなお、ムガル王家の先祖が母方を通じてチンギス・カンに繋がることが王朝の権威の源泉のひとつとみなされていたことが知られている。

## キプチャク草原・ロシア

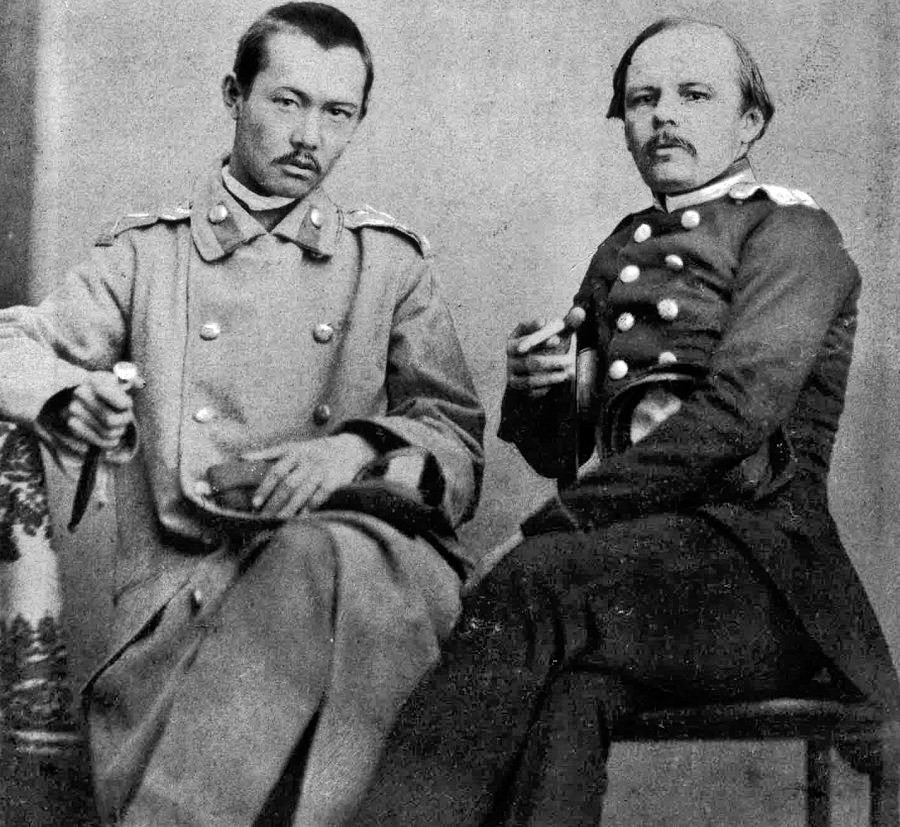
チョカン・ワリハーノフ（左）と小説家フョードル・ドストエフスキー（右）。ワリハーノフはジョチ家の子孫の1人で、民族学者・探検家として知られた。

キプチャク草原のジョチ・ウルスは、始祖ジョチの数多くの息子たちの子孫が広大な草原に散らばったため、14世紀中頃にバトゥ家などいくつかの有力な家系が断絶した後も、シバン家、トカ・テムル家など別の家系がハーン位を称して君臨し、チンギス統原理が保たれた。14世紀後半から15世紀前半にはママイ、エディゲらチンギス・カンの血を引かない有力者もあらわれるが、彼らはいずれもハーン位を称することなく終わっている。
その後、ジョチ・ウルスの東部では、カザフが広範に拡散して遊牧生活を続けるが、彼らの間ではソビエト連邦が誕生する20世紀初頭までハーン、スルタンなどの一門にしか許されない固有の称号を帯びたチンギス・カンの末裔たちが諸部族の領主階層として君臨していた。また、ウズベクでも18世紀頃まで、チンギス・カンの男系子孫がハーンを称する王朝が続いている。19世紀にはチンギス・カンの血を引かない王家がハーンを称するようになるが、ブハラではハーンの称号を捨ててよりイスラム的なアミールの称号が採用されており、ここでは君主の正統性を示す原理としてようやくイスラム教の権威がチンギス統原理よりも重要とされたことがわかる。
一方、早くにロシアに征服されたジョチ・ウルスの西部でも長らくチンギス・カン一族の権威が生き続け、チンギス・カンの血を引くモンゴル貴族が正教に改宗してロシア貴族に加わった場合には、ロシア在来の王家であるリューリク家の人々と同様に、皇子（ツァーレヴィチ）、公（クニャージ）として処遇された。16世紀にはイヴァン4世がジョチ家の末裔サイン・ブラトに一時的に譲位した事件が起こっているが、幾人かのモンゴル帝国史研究者は、イヴァンがモスクワ大公国の君主が有するツァーリの位に、チンギス統原理に基づくハーンの権威を身につけようと試みたものと解釈している。
また、西部でもクリミア・ハン国のみはオスマン帝国の保護下に入り、18世紀の末までロシアからの独立を保ったが、この国でもチンギス・カンの血を引く王族のギレイ家の構成員のみがハーンに即位したり、スルタンの称号を帯びたりする権利を独占した。ギレイ家は、チンギス・カンの血を引く名門としてオスマン帝国、ロシア帝国の双方からも一定の敬意を払われていたことが知られている。